# Anthony Powell (écrivain)
Pour les articles homonymes, voir Anthony Powell et Powell.
Anthony Dymoke Powell, né le 21 décembre 1905 à Westminster et mort le 28 mars 2000 à Frome, dans le Somerset, est un écrivain britannique du XXe siècle, principalement connu pour son cycle romanesque intitulé La Danse de la vie humaine (A Dance to the Music of Time).

## Biographie
Il est le fils de Philip Lionel William Powell, officier aux Welsh Guards et Maud Mary Wells-Dymoke, issue d’une famille de propriétaires terriens du Lincolnshire.
Souvent séparé de son père en fonction de ses affectations il suit les cours, d’une école, près de Sevenoaks, fréquentée surtout par des fils de militaires.
En 1919, il est admis à Eton où il devient ami avec le futur écrivain Henry Green de son vrai nom Henry Yorke
Il s’intéresse aux beaux-arts et fonde en 1922 la société des beaux-arts d’Eton qui édite de temps en temps la revue The Eton Candle.
À la rentrée 1923, il s’inscrit au Balliol College à Oxford et en sort diplômé trois ans plus tard. Au cours de ces années il devient membre de l’Hypocrites' Club et voyage sur le Continent pendant ses vacances.
Le 1er décembre 1934, il épouse Lady Violet Powell (en) (1912–2002), 3e fille de Thomas Packenham 5e comte de Longford. Le couple vivant la plupart du temps séparé aura malgré tout deux fils Tristram, né en avril 1940, et John en janvier 1946.
Mobilisé lors de la Seconde Guerre mondiale, il rejoint son régiment comme sous-lieutenant, puis est employé dans le renseignement militaire et travaillera même au War Office. Il est décoré de l'Ordre du Lion blanc tchèque, de l'Ordre de la Couronne de chêne luxembourgeois, de la Croix de Guerre et de l'Ordre de Léopold II belge.
En 1950, Powell achète une maison baptisée The Chantry à Frome, dans le Somerset, près de Bath où il meurt en 2000.
Il est membre de l'Ordre des compagnons d'honneur, fait commandeur de l’Ordre de l'Empire britannique en 1956, mais refuse d’être anobli en 1973.
Contrairement aux intellectuels de l’époque, il aura peu de sympathie pour la Gauche malgré son voyage en URSS en 1936 et demeurera un conservateur confirmé, se méfiant à la fois des groupes d’extrême droite et de la rhétorique enflammée de la Gauche.

## Carrière
À la fin de ses études, en 1926, il s’installe à Londres où il retrouve Evelyn Waugh, connu à Oxford, et connaît la vie de bohème londonienne, notamment en fréquentant le Gargoyle Club (en). Il travaille comme rédacteur chez l’éditeur Gerald Duckworth and Company de Covent Garden qu’il quitte en 1932 à la suite de négociations difficiles sur sa fonction et son salaire. Il trouve un emploi comme script au studio Warner à Teddington, puis essaye de trouver un emploi à Hollywood, où il donne plusieurs articles au magazine Night and Day, dirigé par Graham Greene.
Après son échec aux États-Unis, de retour à Londres, il devient critique littéraire au Daily Telegraph et pour les mémoires et autobiographies au Spectator.
En 1931, il publie son premier roman Afternoon Men qui décrit sa vie de bohème et en produit cinq autres avant la déclaration de guerre de 1940. Il travaille alors sur une biographie de John Aubrey qui sera publiée en 1948 sous le titre John Aubrey and His Friends.
Après la guerre et sa démobilisation, il commence une carrière d’écrivain et entreprend alors son œuvre majeure le cycle romanesque La Ronde de la musique du temps (A Dance to the Music of Time), publié sur une période de trente ans et dont le titre est tiré d'un tableau de Poussin, La Danse de la vie humaine, exposé à la Wallace Collection. Ce vaste cycle sera célébré par la majeure partie des écrivains britanniques du XXe siècle comme Angus Wilson, Evelyn Waugh et Kingsley Amis, même s'il fut aussi fortement critiquée par Auberon Waugh et son vieil ami V. S. Naipaul.
Powell est également considéré comme l'un des principaux critiques littéraires du Times Literary Supplement, publiant occasionnellement pour le Spectator et en outre directeur littéraire de Punch de 1953 à 1959. De 1958 à 1990, il travaille comme critique au Daily Telegraph, dont il démissionne après que Auberon Waugh a mené une violente attaque personnelle contre lui.
À partir de 1976, il publie ses mémoires sous le titre To Keep the Ball Rolling.
Powell a été surnommé le Proust anglais, mais s’il admirait l'écrivain français, il s’est toujours moqué de cette comparaison en affirmant : « D’abord je ne suis pas homosexuel ». Certains l’ont comparé à Evelyn Waugh parce qu’il écrivait sur les excentricités du "Grand Monde", mais ces comparaisons ne rendent justice ni a son style ni à son originalité.

## Œuvre

### Romans

#### La Ronde de la musique du temps(A Dance to the Music of Time)
La Ronde de la musique du temps, aussi traduit en français sous le titre La Danse de la vie humaine , est un cycle de 12 romans. Les premiers titres sont traduits en français par Renée Villoteau, à Paris, aux Éditions Julliard, puis la totalité chez Christian Bourgois éditeur, où les traductions (ou nouvelles traductions) sont signées Michel Doury. Le cycle est ensuite réédité en poche chez 10/18. Le cycle est en cours de réédition dans la collection Titres de Christian Bourgois :
1. 1951 : A Question of Upbringing Une question d’éducation, Julliard, 1954 (BNF 32543392) ; Christian Bourgois, 1989  (ISBN 2-267-00758-4) ; 10/18 coll. « Domaine étranger » no 2823, 1997  (ISBN 2-264-02343-0) ; Christian Bourgois éditeur, coll. « Titres » no 218, 2019  (ISBN 978-2-267-03157-7)
2. 1952 : A Buyer's Market Les Mouvements du cœur, Julliard, 1955 (BNF 32543387) ; Christian Bourgois, 1990  (ISBN 2-267-00759-2) ; 10/18 coll. « Domaine étranger » no 2824, 1997  (ISBN 2-264-02342-2) ; Christian Bourgois éditeur, coll. « Titres » no 219, 2019  (ISBN 978-2-267-03158-4)
3. 1955 : The Acceptance World L'Acceptation, Julliard, 1955 (BNF 32543382) ; Christian Bourgois, 1990  (ISBN 2-267-00760-6) ; 10/18 coll. « Domaine étranger » no 2851, 1997  (ISBN 2-264-02341-4) ; Christian Bourgois éditeur, coll. « Titres » no 220, 2019  (ISBN 978-2-267-03159-1)
4. 1957 : At Lady Molly's Chez Lady Molly, Christian Bourgois, 1991  (ISBN 2-267-00912-9) ; 10/18 coll. « Domaine étranger » no 2867, 1997  (ISBN 2-264-02338-4) ; Christian Bourgois éditeur, coll. « Titres », 2019  (ISBN 978-2-267-03160-7)
5. 1960 : Casanova's Chinese Restaurant Casanova’ chinese restaurant, Christian Bourgois, 1991  (ISBN 2-267-00928-5) ; 10/18 coll. « Domaine étranger » no 2876, 1997  (ISBN 2-264-02339-2) ; Christian Bourgois éditeur, coll. « Titres », 2019  (ISBN 978-2-267-03185-0)
6. 1962 : The Kindly Ones Les Braves Gens, Christian Bourgois, 1991  (ISBN 2-267-00929-3) ; 10/18 coll. « Domaine étranger » no 2905, 1997  (ISBN 2-264-02340-6) ; Christian Bourgois éditeur, coll. « Titres », 2019  (ISBN 978-2-267-03184-3)
7. 1964 : The Valley of Bones La Vallée des ossements, Christian Bourgois, 1992  (ISBN 2-267-00930-7) ; 10/18 coll. « Domaine étranger » no 29167, 1998  (ISBN 2-264-02337-6)
8. 1966 : The Soldier's Art Art martial, Christian Bourgois, 1992  (ISBN 2-267-00931-5) ; 10/18 coll. « Domaine étranger » no 2941, 1998  (ISBN 2-264-02336-8)
9. 1968 : The Military Philosophers Philosophes militaires, Christian Bourgois, 1993  (ISBN 2-267-00932-3) ; 10/18 coll. « Domaine étranger » no 2958, 1998  (ISBN 2-264-02335-X)
10. 1971 : Books Do Furnish a Room Des livres au mètre, Christian Bourgois, 1995  (ISBN 2-267-01298-7) ; 10/18 coll. « Domaine étranger » no 2975, 1998  (ISBN 2-264-02334-1)
11. 1973 : Temporary Kings Rois d’un jour, Christian Bourgois, 1995  (ISBN 2-267-01299-5) ; 10/18 coll. « Domaine étranger » no 2987, 1998  (ISBN 2-264-02333-3)
12. 1975 : Hearing Secret Harmonies À l'écoute des harmonies secrètes, Christian Bourgois, 1995  (ISBN 2-267-01300-2) ; 10/18 coll. « Domaine étranger » no 3010, 1998  (ISBN 2-264-02332-5)

#### Autres romans
- Afternoon Men (1931)
- Venusberg (1932)
- From a View to a Death (1933)
- Agents and Patients (1936)
- What's Become of Waring (1939)
- O, How the Wheel Becomes It! (1983) Tourne, manège, traduit par Dominique Taffin-Jouhaud, Paris, Flammarion, coll. « Lettres étrangères », 1987  (ISBN 2-08-066031-4)
- The Fisher King (1986) Le Roi Pêcheur, traduit par Raymond Las Vergnas, Paris, Stock, coll. « Nouveau cabinet cosmopolite », 1987  (ISBN 2-234-02023-9)

### Mémoires

#### To Keep the Ball Rolling: Memoirs of Anthony Powell
1. 1976 : Infants of the Spring
2. 1978 : Messengers of Day
3. 1980 : Faces in My Time
4. 1982 : The Strangers All are Gone

### Journaux
- Journals 1982–1986 (1995)
- Journals 1987–1989 (1996)
- Journals 1990–1992 (1997)

### Autres publications
- The Barnard Letters (1928)
- The Watr'y Glade (1934)
- John Aubrey and His Friends (1948)
- Two Plays: The Garden God, The Rest I'll Whistle (1971)
- Miscellaneous Verdicts. Writings on Writers 1946-1989 (1990) Écrits sur les écrivains : convictions singulières, traduit par Didier Girard, Paris, José Corti, coll. « En lisant, en écrivant », 1994  (ISBN 2-7143-0527-X)
- Under Review. Further Writings on Writers 1946-1989 (1991)
- A Writer’s Notebook (2001)
- Some Poets, Artists & ´A Reference for Mellors` (2005)

### Sources
- (en) Cet article est partiellement ou en totalité issu de l’article de Wikipédia en anglais intitulé « Anthony Powell » (voir la liste des auteurs).